# Libre a la carga y descarga, estiba y trimado
Acrónimo del inglés (Free In and Out Stowed and Trimmed)
En español: libre a la carga y descarga, estiba y trimado.
Este acrónimo por sus iniciales en inglés se emplea en comercio exterior para clarificar las modalidades de contrato de flete marítimo.
Libre a la carga y descarga (FIO): significa que corre por cuenta de la mercancía los gastos de puesta a bordo en el puerto de origen y el proceso inverso en el de destino.
Estiba (S): se refiere al coste de acomodar la carga en el interior de las bodegas. Se emplea esta aclaración en el contrato de transporte de tubos u otros productos siderúrgicos que puedan requerir cierta manipulación además de la vertical del gancho de carga.
La estiba de un buque es obligación del capitán (en cuanto a su dirección), pero se efectúa esta aclaración en cuanto a quién asume el coste de ejecutarla.
Trimado (T): en el transporte de cargas a granel es necesario eliminar los conos o picos que se forman cuando el material es arrojado al interior del buque completando los espacios altos de las bodegas (ángulo de reposo). Esta tarea era efectuada originalmente por medio de paleo y requería gran cantidad de mano de obra. Para excluirla de la cotización del flete, se aclara en la modalidad de contratación.
Suele agregarse además la condición Lashed Secured, que aclara por cuenta de quien corren los gastos de trincado.

## Otras modalidades de contratación de flete marítimo
- FIO
- FIOS
- FILO
- FISLO
- LIFO
- Liner Terms